# Mr. Black
Edwin Antonio Antequera Mercado (Cartagena de Indias, 3 de mayo de 1979) más conocido como Mr. Black es un cantante y compositor colombiano de música champeta.

## Biografía
Nació en Cartagena de Indias desde muy niño se interesó en la música empezó a escribir letras para composiciones. En 1998 salto a la fama con el sencillo Los trapitos al agua le siguieron Braulio, Cipriano toda una gama de producciones exitosas que lo han convertido en el punto de referencia del género champeta.
Le siguió a artistas de su género a El Afinaito, Papo Man, El Sayayín y Twister El Rey que grabaron y compusieron canciones como Paola, La nubecita, La voladora. Entre sus composiciones fusiona con los géneros de dancehall, reggateon, música electrónica y música urbana con sus sencillos  El Serrucho, Apretaito en el Pickup, El Cepillo y Vivo Por Ti. En 2014 fue invitado en la serie Bazurto de referencia en la música local.

## Sencillos
- Mujer prohibida
- El cepillo
- El presidente
- Bandida
- Te dare tiempo
- Hoy que no estas aquí
- Me puso el freno
- Los trapitos al agua
- Fiesta en la noche
- El Serrucho
- No al aborto
- Las doce
- Catalina
- El matrimonio
- Apretaito al pickup